# Pod Pniem
Pod Pniem – część wsi Jamy w Polsce, położona w województwie podkarpackim, w powiecie mieleckim, w gminie Wadowice Górne.
W latach 1975–1998 Pod Pniem należały administracyjnie do województwa tarnowskiego.